# Bernhard Raimann
Bernhard Raimann (geboren am 23. September 1997 in Wien, Österreich) ist ein österreichischer American-Football-Spieler auf der Position des Offensive Tackles. Er spielte College Football für die Central Michigan University und wurde im NFL Draft 2022 in der dritten Runde von den Indianapolis Colts ausgewählt.

## Frühe Jahre und College
Raimann wurde in Wien geboren, lebte dort und wuchs später in Steinbrunn im Burgenland und in Gramatneusiedl in Niederösterreich auf. Zunächst spielte er Fußball und war als Wintersportler aktiv. Kurz vor seinem zwölften Geburtstag begann er im Spätsommer 2009 seine Vereinskarriere als Fußballspieler beim SC Bad Sauerbrunn, für den er bis zur Saison 2012/13 im Nachwuchsbereich aktiv war – zuletzt in der U-16-Mannschaft. 
Im Alter von 14 Jahren begann er bei den Vienna Vikings als Wide Receiver American Football zu spielen. Er spielte auch für die österreichische American-Football-U19-Nationalmannschaft. Im Rahmen eines Austauschprogramms besuchte Raimann 2015/16 die Delton-Kellogg High School in Delton, Michigan, wo er Football als Tight End spielte. Kurz vor seiner Rückkehr nach Österreich bot die Central Michigan University ihm ein Stipendium für ihr College-Football-Team an. Anschließend legte Raimann am Ballsportgymnasium Wien die Matura ab und absolvierte seinen sechsmonatigen Wehrdienst, sodass er in der Saison 2017 nicht spielte.
Ab Jänner 2018 ging Raimann auf die Central Michigan University und spielte College Football für die Central Michigan Chippewas. Sein College-Debüt gab Raimann am 1. September 2018 gegen die Kentucky Wildcats als Tight End, dabei fing er zwei Pässe für elf Yards. Raimann war damit der erste Österreicher, der in der Division I einen Pass fangen konnte. In zwei Jahren als zweiter Tight End seines Teams kam Raimann in 26 Partien zum Einsatz, davon elfmal als Starter, und fing 20 Pässe für 164 Yards. Da die Chippewas für die Saison 2020 durch den College-Abschluss mehrerer Spieler in der Offensive Line unterbesetzt waren, trainierte Raimann im März 2020 erstmals als Offensive Tackle. Bis zum Start der wegen der COVID-19-Pandemie nach hinten verschobenen und verkürzten Saison legte Raimann über 20 Kilogramm an Gewicht zu und ging als Starter auf der Position des Left Tackles in seine dritte Spielzeit am College. Er spielte in allen sechs Partien von Beginn an und ließ dabei keinen Sack zu. In der Saison 2021 wurde Raimann in das All-Star-Team der Mid-American Conference (MAC) gewählt.

## NFL
Beim NFL Draft 2022 wurde Raimann in der dritten Runde an 77. Stelle von den Indianapolis Colts ausgewählt. Er ist der erste Österreicher, der über den Weg eines NFL Drafts den Weg in die NFL fand. In der Saisonvorbereitung konkurrierte Raimann mit dem erfahreneren Matt Pryor um den Platz in der Startaufstellung, wobei Letzterer zunächst den Vorzug erhielt. Bei der Partie gegen die Denver Broncos am fünften Spieltag stand Raimann infolge einer Umstellung in der Offensive Line, durch die Pryor auf die Position des Right Tackles wechselte, erstmals durchgehend als Left Tackle auf dem Feld, fiel dabei aber mit vier verschuldeten Strafen in der ersten Hälfte negativ auf. Daher rückte Raimann zunächst wieder ins zweite Glied zurück, bevor er am neunten Spieltag gegen die New England Patriots als verletzungsbedingter Ersatz wieder in die Startaufstellung zurückkehrte. Unter Interimscoach Jeff Saturday stand Raimann nach der Entlassung von Head Coach Frank Reich für die letzten acht Spiele in der Startaufstellung. In der Saison 2023 war Raimann Stammspieler auf der Position des Left Tackles und konnte seine Leistungen im Vergleich zur Vorsaison deutlich steigern. Er kam in 15 Spielen zum Einsatz.
Im Sommer 2025 verlängerte Raimann seinen Vertrag und soll demnach über vier Jahre hinweg insgesamt 100 Millionen US-Dollar verdienen, was einem Jahresgehalt von 25 Millionen entspricht. Damit zählt er zu den fünf bestbezahlten Left Tackles der Liga.